# Cédon
Der Cédon ist ein Fluss in Frankreich, der im Département Gers in der Region Okzitanien verläuft. Er entspringt im Gemeindegebiet von Lourties-Monbrun, entwässert generell Richtung Nordnordost und mündet nach rund 19 Kilometer im Gemeindegebiet von Pavie als linker Nebenfluss in den Gers.

## Orte am Fluss
(Reihenfolge in Fließrichtung)
- Durban
- Saint-Crabary, Gemeinde Lasseube-Propre
- Pavie